# Tuppstugan

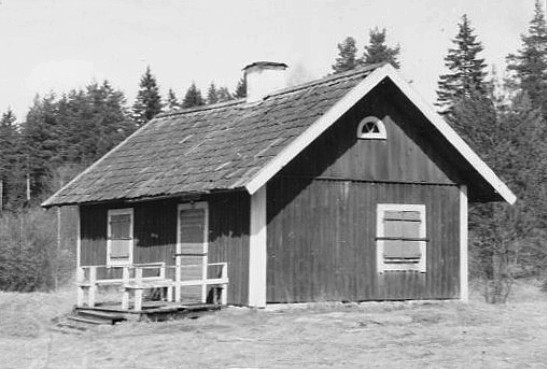
Tuppstugan 1950.

Tuppstugan var ett tidigare båtsmanstorp och sedermera dagsverkstorp strax norr om Sandasjön i nuvarande Nacka kommun. Tuppstugan har haft olika namn, bland annat Oxberget, Svartbäcken och Solmärke. Stugan från 1700-talet brann ner pingsthelgen 2004. I huset fanns unika väggmålningar av konstnären Olle Nyman.

## Historik

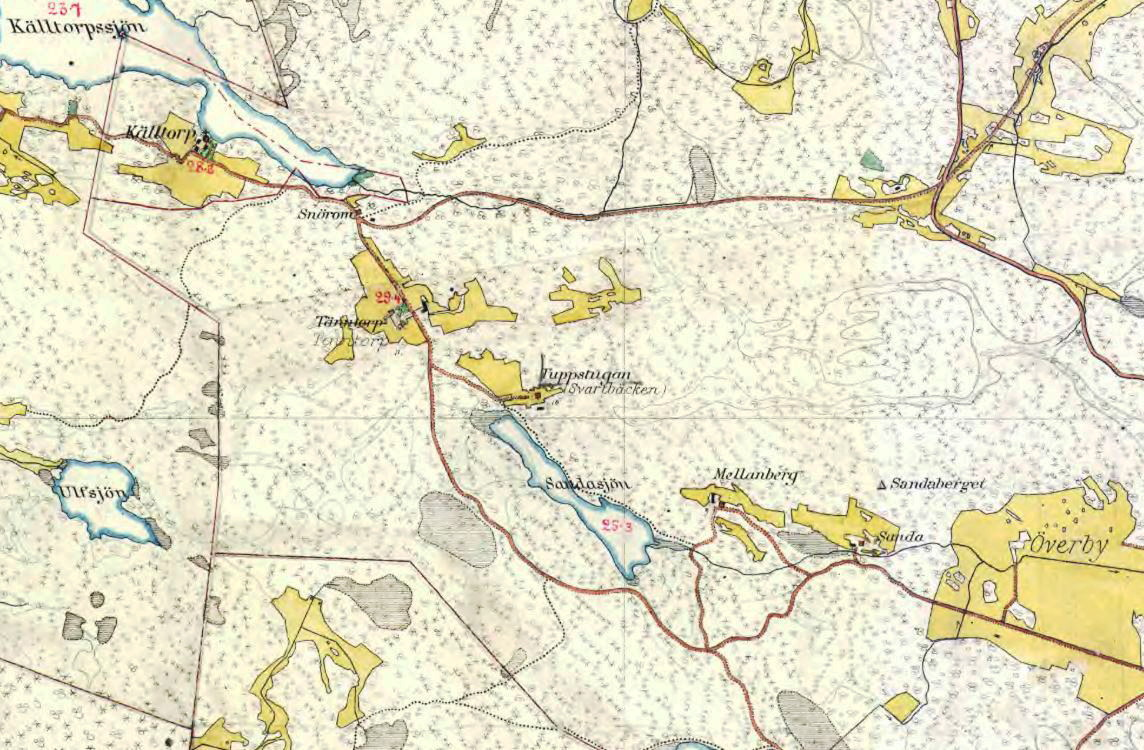
Tuppstugan på en karta från 1901.

Tuppstugan var ett av många torp som lydde under Erstavik. På tidigt 1700-tal hette stugan Oxberget. Enligt en skröna mördades där Oxbergs Anna år 1726. Båtmanstorpet Tuppstugan finns redovisat på en karta från 1754 och omnämns första gången i husförhörslängden för år 1761 eller 1768. På Topografiska corpsens karta från 1850-talet markeras stugan som BT (Båtsmans Torp).
Förste båtsman i Nacka-Erstavik med soldatnamnet Tupp som man känner till var Oluf Tupp, vars dotter döptes 1699. Men han bodde förmodligen i närbelägna torpet Snörom som var båtsmanstorp fram till 1761. Soldatnamnet Tupp övertogs sedan av nästföljande båtsman. En av dem hette Jan Jansson Norling kallad Tupp som var den förste boende på Tuppstugan 1761. Bland andra soldatnamn i Södermanlands båtsmanskompani fanns Lax, Örn, Mild och Släthår. 
Båtsmännen i Tuppstugan tillhörde rote 105 i Södermanland. I en rotebok för Erstavik står att en båtsman skulla ha ”en stuga om åtta alnar inom knutarne, jemte förstuga samt dessutom en liten loge med lada och fähus för 2ne kor”. Dessutom hade han rätt till så mycket åker att han kunde bärga ”två tunnors årswäxt”, äng till två sommarlass hö, bete till korna och ved ”efter nödtorft”.

## Efter båtsmanstiden

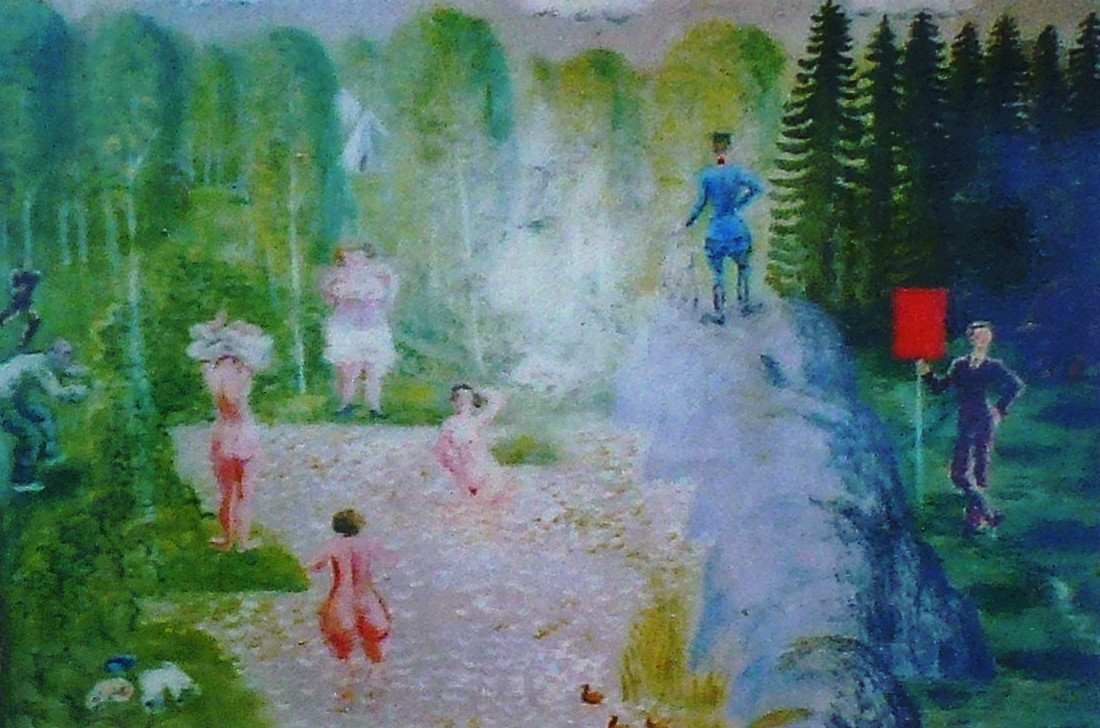
En av Olle Nymans väggmålningar.

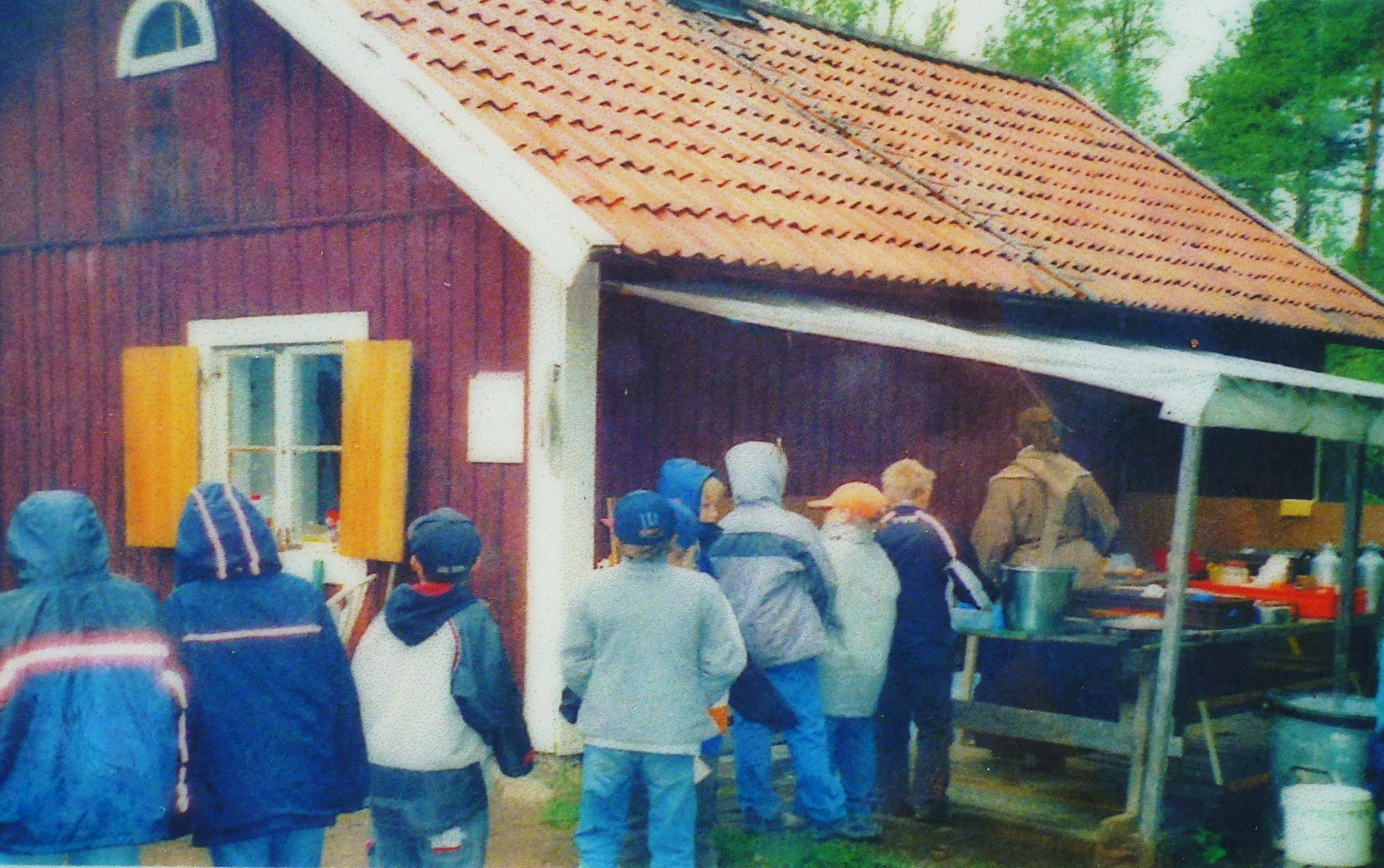
Tuppstugans ungdomsverksamhet.

När den siste båtmannen flyttade ut 1886 (eller 1905 enligt en annan källa) blev Tuppstugan dagsverkstorp under Erstavik ända fram till 1930, då torpet övergick till att bli orienteringsklubben Skogskarlarnas klubblokal. 
År 1933 skapades Tuppstugans väggmålningar av konstnären Olle Nyman som själv var ”Skogskarl” och medlem i klubben. Målningarna visade på ett humoristiskt sätt en orienteringstävling i området kring Tuppstugan med igenkännbara aktörer. Bland annat avbildade Nyman bonden i närbelägna Tenntorp som sköt på orienterare när de genade över hans mark. På en annan målning syns major Ernst Killander som leder sin cykel uppe på bergskammen och intill en kontrollant, troligen Olle Nyman själv, stående med sin röda skärm medan ett gäng avklädda damer badar i sjön. Olle Nymans prisutdelare på tävlingen föreställer förmodligen den dåvarande ägaren
till Erstavik, August Herman af Petersens.
Från och med 1983 hyrde även Nacka hembygdsförening Tuppstugan. Föreningen hade verksamhet med forntidsläger riktad till barn och ungdomar. Man ville visa hur man levde och arbetade förr i tiden och sprida kunskap om allemansrätten. Forntidshyddor med vasstäckta tak uppfördes, och i samarbete med Arbetarnas bildningsförbund hölls kurser i arkeologi för barn och ungdomar. I verksamheten, som leddes av Lars ”Lasse” Palm (1945-2009), ingick även att pröva smide, växtfärgning, skinn-, trä- och hornslöjd samt flintslagning. Omkring 13 000 skolungdomar hade under årens lopp deltagit i den populära lägerverksamheten.

## Branden
Pingsthelgen 2004 brändes Tuppstugan ner av ett gäng ungdomar, varvid de unika väggmålningar förstördes samt forntidsbyn. Händelsen rubricerades som mordbrand på grund av spridningsrisken i området. Några gärningsmän kunde, trots vittnen, inte gripas. Efter branden fortsatte verksamheten vid Strålsjöstugan. Idag finns bara stugans jordkällare kvar och den kulle där torpet en gång stod.

## Referenser

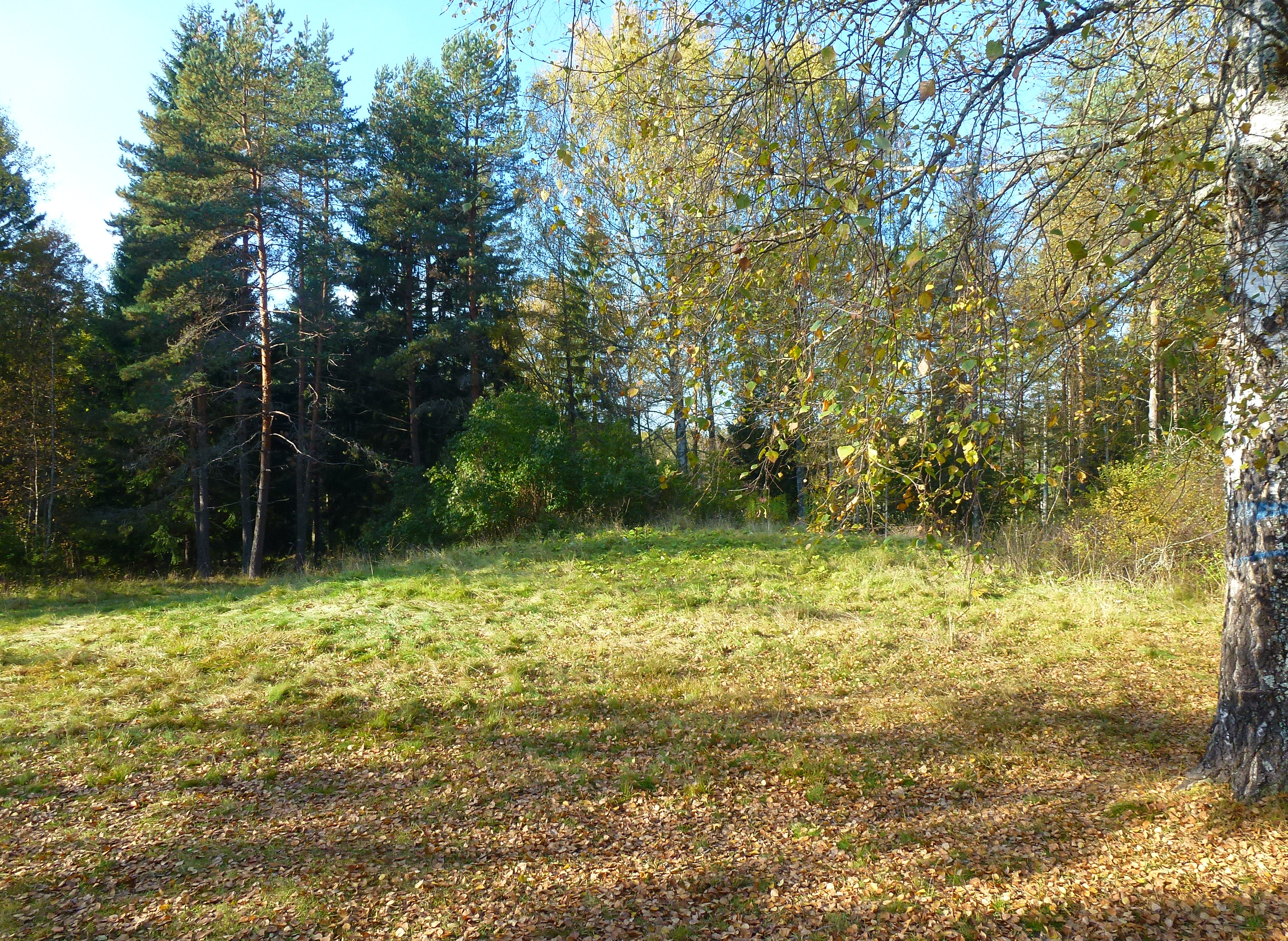
Platsen för Tuppstugan, oktober 2015.